# Pharnabaze III
Pour les articles homonymes, voir Pharnabaze.
Pharnabaze (en vieux perse Farnabāzu, en grec ancien Φαρνάβαζος / Pharnabazos), né vers 370 av. J.-C., mort après 321, est un général perse, fils du satrape Artabaze. Il prend part aux guerres contre Alexandre le Grand en tant que commandant de la flotte en mer Égée. Il se rallie à Eumène de Cardia durant les guerres des Diadoques.

## Biographie

### Lutte contre Alexandre
Pharnabaze est le fils du satrape Artabaze et d'une Grecque originaire de Rhodes, sœur de Mentor et de Memnon. Il accompagne sa famille dans son exil en Macédoine de 352 à 342 av. J.-C. environ. En 334, au début de la conquête macédonienne, il devient l'adjoint de Memnon au commandement de la flotte perse en mer Égée. Leur stratégie consiste à perturber les lignes d'approvisionnement d'Alexandre en prenant les îles égéennes près de l'Hellespont et en fomentant des rébellions dans le sud de la Grèce. Ils disposent alors d'une flotte d'environ 300 navires de guerre, composée d'unités phéniciennes, égyptiennes et chypriotes, ainsi que des milliers de mercenaires grecs et de grandes quantités d'argent et d'or.
Lorsque Memnon meurt en 333 pendant le siège de Mytilène, Pharnabaze prend le commandement de la flotte avec pour adjoint Autophradatès. Ils parviennent à obtenir que Mytilène renonce à son alliance avec la Macédoine. Puis il s'embarque pour la Lycie où il rencontre Thymondas, le fils de Mentor, qui lui confirme sa désignation en tant que chef de la flotte par Darius III. Mais les mercenaires grecs sont ramenées auprès du roi afin de faire face à l'armée macédonienne. Pharnabaze navigue alors pour rejoindre Autophradatès avec lequel il prend Ténédos et Chios, des navires étant aussi envoyés à Cos. Pharnabaze menace en outre les approvisionnements d'Alexandre en établissant une position fortifiée près d'Halicarnasse, ce qui rend le port inaccessible. Il prend également Samothrace, Sifnos et Andros et saisit tous les navires de ravitaillement grecs.
À Sifnos, Pharnabaze rencontre le roi de Sparte Agis III ; c'est là qu'il reçoit la nouvelle de la défaite perse à Issos. Laissant Autophradatès auprès d'Agis, qui ne tarde pas à faire défection malgré l'envoi de navires et d'argent, il navigue jusqu'à Chios qui s'est rebellée. Beaucoup de ses troupes l'ont abandonné et sa flotte, très réduite, est vaincue près de Chios par Hégélochos, l'amiral d'Alexandre. Pharnabaze est capturé mais il parvient à s'échapper à Cos.

### Durant les guerres des Diadoques
Pharnabaze réapparait dans les sources en 321 av. J.-C. Il soutient en effet Eumène de Cardia, en partie parce que celui-ci a épousé sa sœur Artonis. Il prend part à la bataille de l'Hellespont contre Cratère à la tête des cavaliers orientaux. Eumène le place en face du contingent de Cratère, car il n'a pas mis de Macédoniens en face de lui, craignant sa popularité. Pharnabaze et Phénix de Ténédos reçoivent l'ordre d'attaquer rapidement Cratère afin d'empêcher celui-ci d'envoyer un héraut inciter les troupes à faire défection. Pharnabaze n'est plus mentionné ensuite par les sources.

## Sources antiques
- Arrien, Anabase [lire en ligne].
- Plutarque, Vies parallèles [détail des éditions] [lire en ligne], Eumène.